# Benjamin Lentaigne
Benjamin Lentaigne (né à Caen le 14 février 1773 et mort à Dublin le 19 octobre 1813) est un royaliste français et fervent soutien de Louis XVI, qui a dû partir de France vers l'Angleterre à 19 ans. Il reçoit une qualification médicale et rejoint l'armée anglaise.

## Biographie
Benjamin Lentaigne nait à Caen, paroisse Notre-Dame, le 14 février 1773, fils de Pierre François Lentaigne, officier de la milice bourgeoise de Caen, juge consul à Caen, et de Anne-Marguerite Paisant-Duclos. Il est issu de la famille Lentaigne.
Pendant la Terreur, deux de ses frères, Jean-François et Joseph, sont arrêtés et guillotinés à Paris le 13 juillet 1794 en raison de leurs opinions contre-révolutionnaires. Benjamin quant à lui se propose, avec quelque mille autre royalistes, pour servir d’otages, en échange de la libération de Louis XVI. Il émigre finalement à Jersey, puis passe dans les Flandres, où il s'engage dans l'armée des Princes en 1792. Il y sert dans la compagnie d'Alheim.
Après le licenciement de l'Armée des Princes, il passe en Angleterre, où il apprend la médecine.
En 1797, il sert comme chirurgien dans l'armée anglaise, puis quitte l'armée anglaise pour se fixer en Irlande, à Dublin. 
A Dublin, il devient membre de la Faculté de médecine et reçoit le titre de docteur en médecine.
En novembre 1798, il soigna, avant sa mort, l'indépendantiste irlandais Theobald Wolfe Tone.
Il meurt prématurément du typhus en 1813.

### Mariage et descendance
Benjamin Lentaigne épouse à Dublin le 24 juillet 1799 Marie-Thérèse O'Neil (Dublin, 1781 - Paris, 21 mai 1820), fille de sir John O'Neil, esquire, et de Mary Plunkett. Il en a quatre enfants :
- Mary-Ann Lentaigne, non mariée (Dublin, 8 septembre 1801 - 11 décembre 1887) ;
- Le très honorable Sir John Francis Nicolas Lentaigne, inspecteur général des prisons en Irlande de 1834 à 1877, chevalier de l'ordre de Pie IX, membre du Conseil privé d'Irlande (Dublin, 21 juin 1803 - Dublin, 12 novembre 1886), marié en 1841 avec Mary Magan (1819-1887), dont postérité en Irlande ;
- Joseph Lentaigne, avocat à Dublin, puis père jésuite, il implanta l'ordre à Melbourne (Dublin, 27 juillet 1805 - Melbourne, 1885) ;
- Benjamin Lentaigne (Dublin, 25 juin 1809 - 1810)[6].